# Sobór Wprowadzenia Matki Bożej do Świątyni w Błagojewgradzie
Sobór Wprowadzenia Matki Bożej do Świątyni – prawosławny sobór katedralny w Błagojewgradzie, katedra metropolii newrokopskiej Bułgarskiego Kościoła Prawosławnego. Wzniesiony w 1844 r. budynek posiada status zabytku  o znaczeniu narodowym.

## Historia
Sobór znajduje się w dzielnicy Warosza. Został zbudowany w latach 1840–1844 na miejscu starszej świątyni, przy której znajdowała się placówka filialna Monasteru Rilskiego oraz szkoła klasztorna. Świątynię budowali mistrzowie Done i Christo ze Stojmirowa. W 1850 r. na zachód od świątyni wzniesiono szkołę, która później spłonęła w pożarze, a na jej miejscu w 1881 r. nową trzypiętrową szkołę, która również nie przetrwała.
W 1948 r. w północno-zachodnim narożniku otwartej galerii wokół soboru został pochowany metropolita newrokopski Borys.

## Architektura
Świątynia jest trójnawową pseudobazyliką z przedsionkiem i półkolistą absydą od wschodu. W 1882 r. dobudowano do niej otwarty przedsionek na ścianie północnej. Nad przedsionkiem w zachodniej części nawy znajduje się empora. Kolumnada w przedsionku przedłużona jest do dzwonnicy, otaczając w ten sposób cerkiewny dziedziniec. Dach budynku jest czterospadowy. Cerkiew została zbudowana z kamienia. Jej wymiary wynoszą: 12,5 m szerokości, 23 m długości (z absydą), 8 m wysokości w nawie środkowej i 6,4 m w bocznych.

## Wnętrze

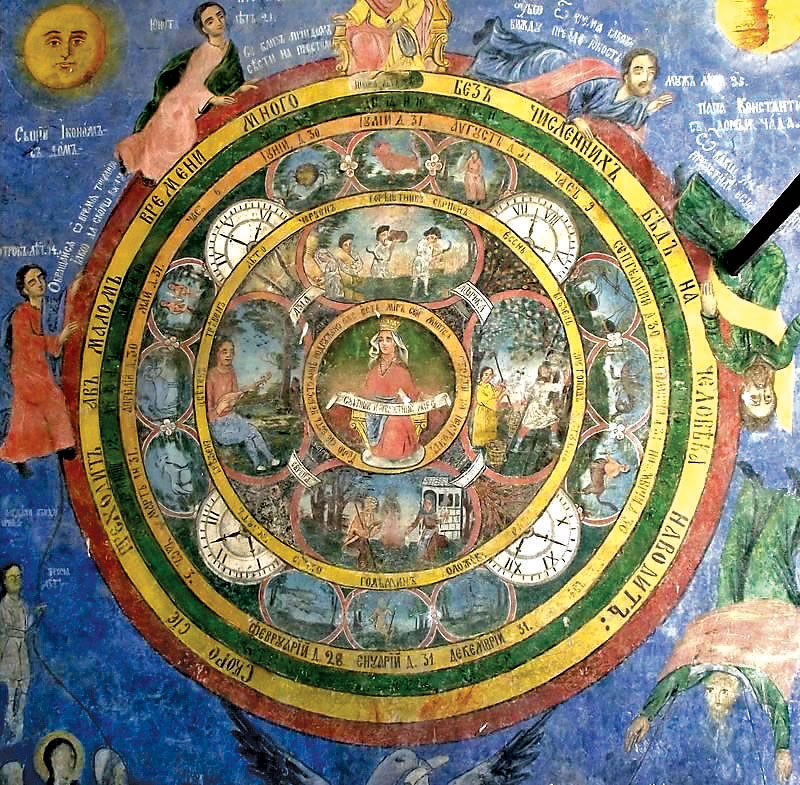
Koło życia, fresk Michałki Gołewa

Trzy nawy cerkwi są oddzielone sześcioma parami otynkowanych drewnianych filarów, wzniesionych na kwadratowych podstawach murowanych. Dach świątyni jest drewniany, nad nawą środkową imituje masywne, półcylindryczne sklepienie. Na osi nawy głównej znajdują się trzy ślepe kopuły z wizerunkami Boga Pana Zastępów, Chrystusa Wszechmogącego z dziewięcioma aniołami i Matki Bożej w otoczeniu proroków. Na sufitach naw bocznych wyrzeźbiono rozetami, ptaki i serafimy oraz ornamenty w duchu barokowym. W świątyni znajdują się malowidła ścienne autorstwa Bożina Stamenitowa.
Bogaty rzeźbiony cerkiewny ikonostas jest dziełem artystów ze szkoły samokowskiej, prawdopodobnie Atanasa Teładura i Stojcza Fandakowa. Do wniosku takiego prowadzi porównanie ikonostasu z cerkwi w Błagojewgradzie z tymi, które znajdują się w soborze Zaśnięcia Matki Bożej w Samokowie, w cerkwi w Berkowicy oraz w monasterach Rilskim i Łopuszańskim Jedynie ostatni rząd ikonostasu jest dziełem mistrzów szkoły debarskiej. W cerkwi znajduje się również rzeźbiony tron biskupa, chór i ambona.  Rzeźba tych elementów wyposażenia jest mniej plastyczna, uproszczona; jest dziełem twórców o mniejszych umiejętnościach niż ci, którzy pracowali nad ikonostasem.
Ikonostas w soborze jest trzyrzędowy, ma szerokość 12,5 m i wysokość 7 m. Ikony na carskich wrotach pochodzą z lat 1854–1856, zgodnie z widocznymi na pięciu z nich inskrypcjami informującymi o fundatorach. Na podstawie cech stylistycznych cech można je przypisać artystom ze szkoły samokowskiej – Dimityrowi Zografowi i jego synowi Nikole Zografowi (Dospewskiemu). W rzędzie ikon świątecznych widoczne są wizerunki wykonane przez artystów z Banska – Dimityra Molerowa, Simeona Molerowa, Michałkę Golewa i Dimityra Sirleszczowa, a także dzieła Dimityra Zografa i Nikoły Walowa z Samokowa. Ikony w rzędzie apostolskim są dziełem Simeona Molerowa Obraz w medalionach przy carskich wrotach wykonał Dimityr Mołerow, a sceny na medalionach na cokole ikonostasu – Michałko Gołew.
Wielkie ikony „Symbol wiary” i „Akatyst do Bogurodzicy” na pierwszych kolumnach ikonostasu zostały wykonane przez Michałkę Gołewa w latach 60. XIX w. Ikonę wzięcia proroka Eliasza do nieba namalował Dimityr Sirleszczow, natomiast ikonę św. Atanazego – Nikoła Dospewski. Ikony Matki Bożej i Chrystusa Pantokratora, a także ikony św. Mikołaja, Wprowadzenia Matki Bożej do Świątyni i św. Michała Archanioła zabierającego dusze bogatych są dziełem Christa Dimitrowa, powstały w 1812 r. i zostały przeniesione do soboru ze starszej cerkwi.
Freski w cerkwi zostały wykonane w grudniu 1888 r. przez Michałkę Gołewa, Dimityra Sirleszczowa i Kostadina Marunczewa. Wcześniej, w 1882 r. wykonano malowidła w otwartym przedsionku.